# San Giacomo di Rialto (Velence)
A San Giacomo di Rialto vagy San Giacometto egy Idősebb Szent Jakabnak ajánlott templom az olaszországi Velencében. A hagyomány szerint ezen a helyen állt a város legrégebbi temploma, amelyet 421 március 25-én szenteltek fel. Velence első lakosai ezen a területen telepedtek le, az erről szóló felirat a szentély jobb oldali pillérén olvasható. A jelenleg látható épületet a 12. században emelték, majd később többször is átalakították. A templom a középkorban a Provveditori al Sal (sóval foglalkozó állami tisztségviselők), majd 1532-től közvetlen a dózse fennhatósága alatt állt. A templomot a piac területére építették, apszisának külső falán felirat figyelmezteti a kereskedőket a szerződések megtartására, a tisztességes kereskedelemere és arra, hogy kerüljék a súlyok meghamisítását. A homlokzaton látható nagyméretű órát a 15. században helyezték el, majd 1749-ben felújították. Fölötte egy a 14. vagy 15. századból származó Madonna-dombormű kapott helyet. Az alacsony harangtorony tetejét Szent Jakab rézből készült szobra díszíti. Az épület előtt álló ötoszlopos, gótikus, valószínűleg a  14. századból származó templomtornác az egyetlen, amelyik fennmaradt Velencében.1758-ban felújították, de megtartották eredeti formáját. A négyszög alaprajzú belső tér háromhajós, kereszthajóval, és kupolával, így a bizáncias alaprajzon egy modernebb, latin kereszt forma is kirajzolódik. A hajókat elválasztó márványoszlopok görög eredetűek, egy ókori épületből származhatnak. Az oszlopfők a 14. században készültek. A falakat mozaikok és freskók díszítették, de ezeket a templom 1599 és 1601 között elvégzett átalakításakor megsemmisítették. Az oltárokat újjáéépítették, ekkor készültek a félkör alakú nagyméretű ablakok is, de az épület szerkezetét változatlanul hagyták. Az új oltárok a rialtói piacon működő céhek megbízásából készültek. Az Angyali üdvözlet-oltárát a 17. század elején építették a gabonaszitálók és hordárok megbízásából. Az ötvösök és aranyművesek oltára, a Szent Antal apátnak ajánlott oltár, rajta Girolamo Campagna brozszobraival (1603-1605) Vincenzo Scamozzi munkája (1601-1603). A sajtárusok részére fenntartott főoltárt Szent Jakab szobrával 1600 és 1608 között Alessandro Vittoria készítette. A templomot díszítő festmények között figyelemre méltó a Szűz eljegyzése, Marco Vecellio munkája. A homlokzat belső oldalán egy kórus állt, azonban ezt 1933-ban lebontották. 

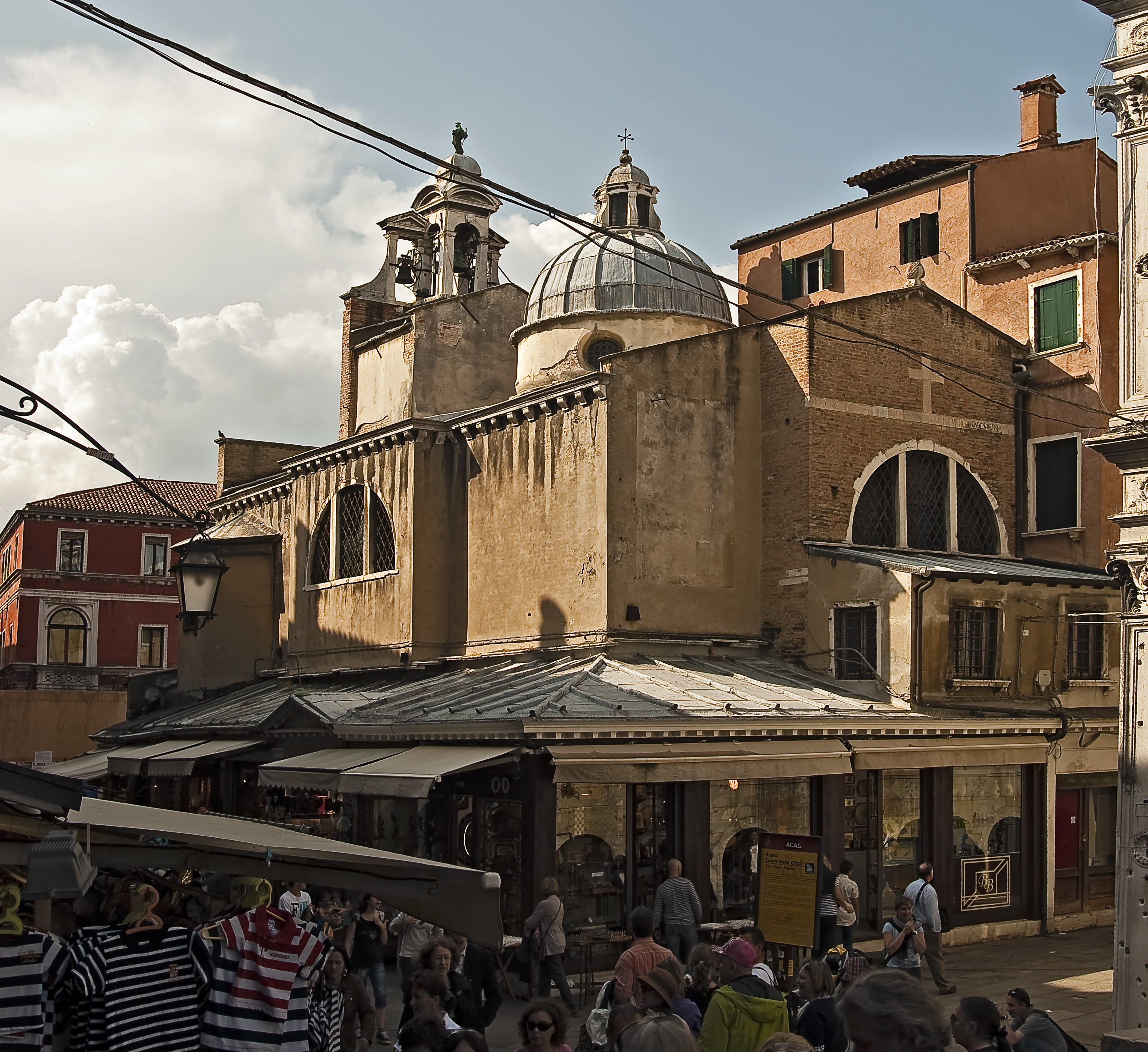
Az apszis
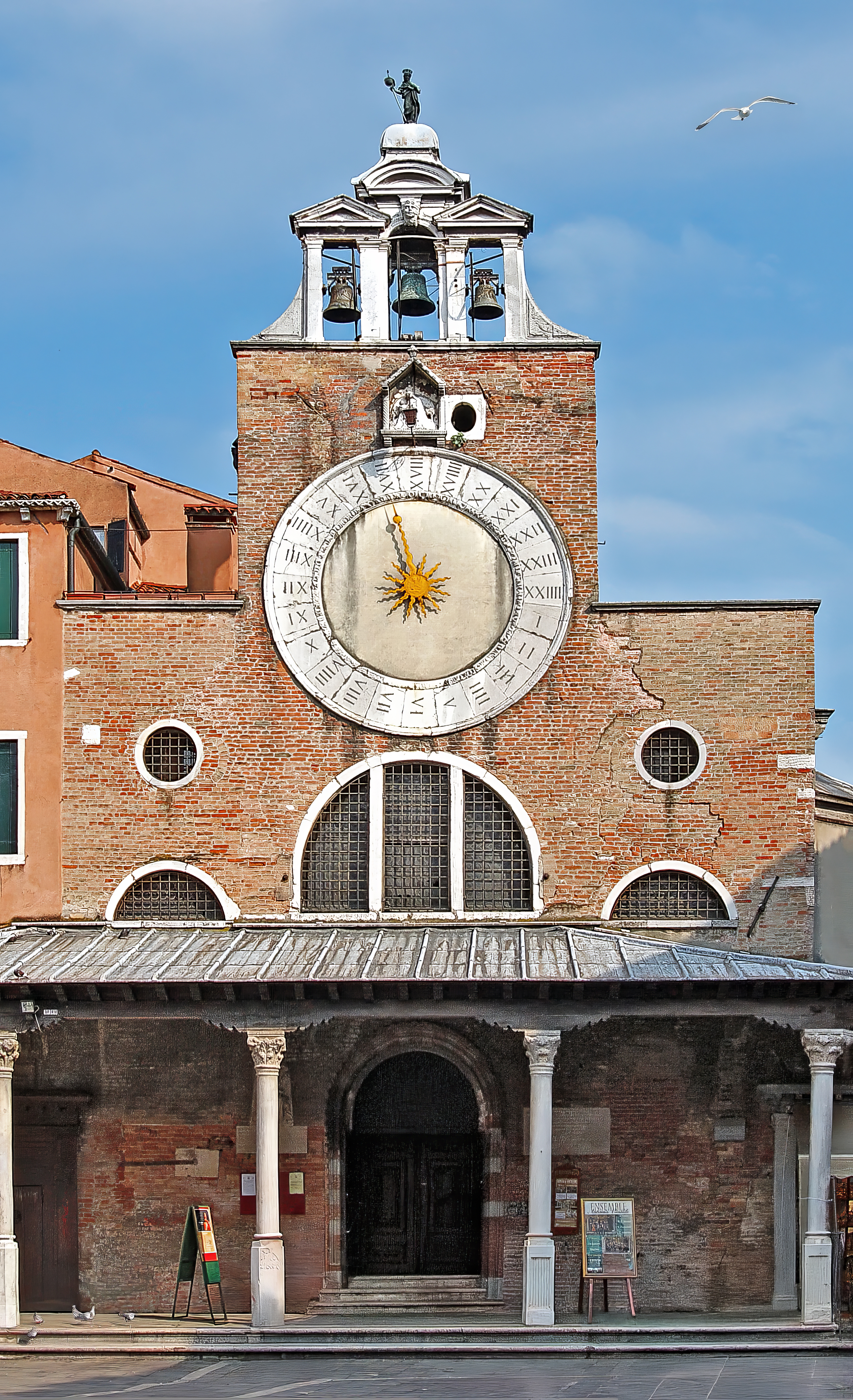
A homlokzat részlete a harangtoronnyal
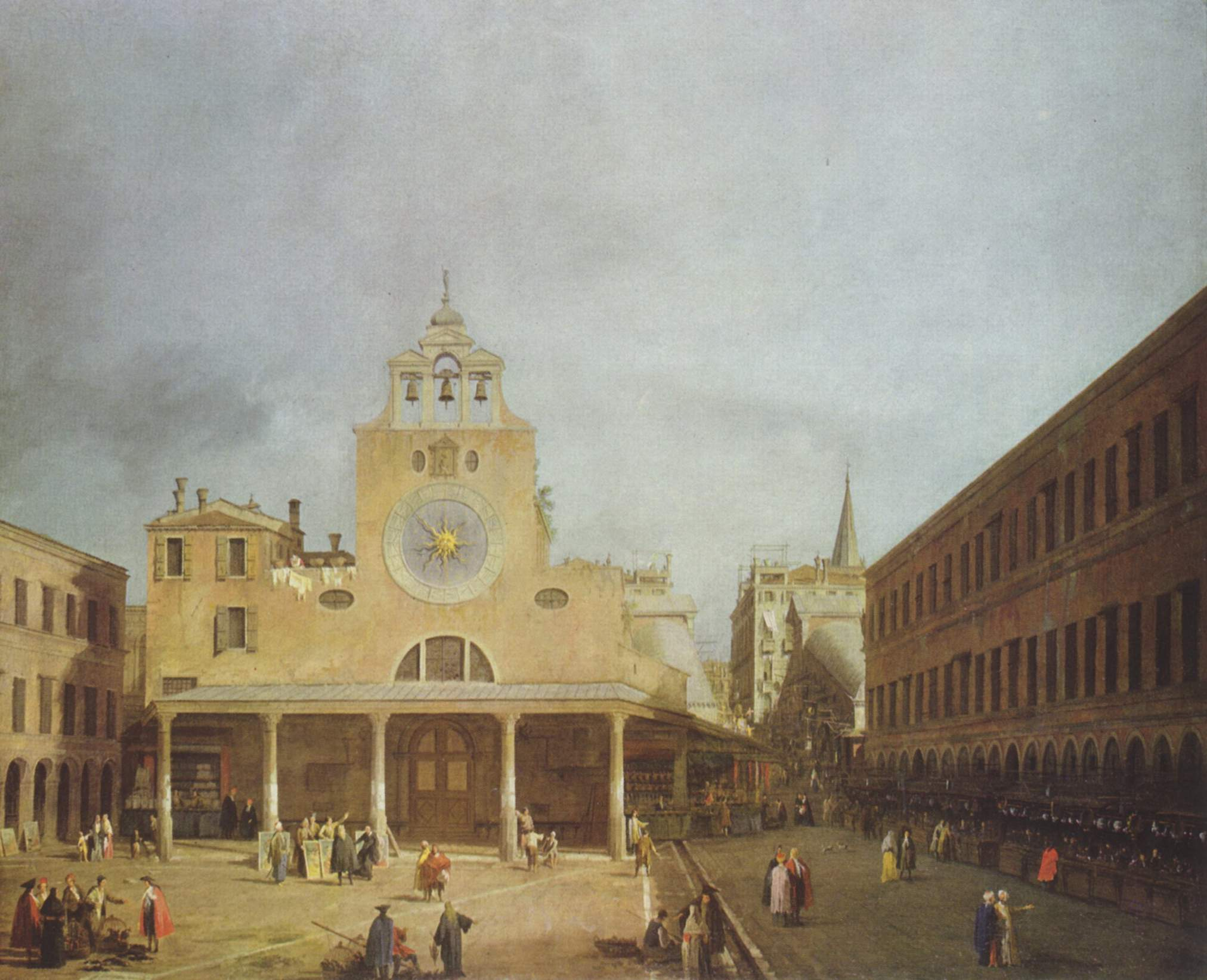
A templom Canaletto festményén